# Tålamod (roman)
Tålamod (franska: Munyal, les larmes de la patience eller Les impatientes) är en roman från 2017 av Djaïli Amadou Amal. Den svenska översättningen gavs ut 2023.  

## Handling
Ramla får veta att hon ska gifta sig med sin pappas äldre affärspartner. Samma dag får hennes syster Hindou reda på att hon ska gifta sig med deras våldsamma kusin. Safira, som redan är gift med mannen Ramla ska gifta sig med, ser sitt liv vändas upp och ner. Ingen av kvinnorna har fått välja själva, och ingen ser någon utväg. Istället möts de av kravet Munyal – ha tålamod! Traditioner, familjeband och ekonomiska förhållanden gör det omöjligt för dem att bestämma över sina egna liv.
Romanen tar bland annat upp ämnen som tvångsäktenskap, våld mot kvinnor och polygami.

## Utgivning och mottagande

### Utgivning
Romanen publicerades 2017 i Kamerun med titeln Munyal les larmes de la patience.
År 2020 gavs den ut i Frankrike med titeln Les impatientes. Den nominerades till Goncourtpriset, men vann inte. Däremot vann den Prix Goncourt des Lycéens.
År 2023 gavs den ut i svensk översättning av Lisa Marques Jagemark på Bokförlaget Tranan.

#### Övriga format
På svenska finns boken, förutom i tryckt format, utgiven som e-bok och talbok.

### Recensioner
"Amadou Amal har skrivit en lika delar medmänsklig som fasansfull bok. Ett manifest för kvinnlig frigörelse, som sträcker sig långt ut ur de kulturella och religiösa förhållandena." /Sinziana Ravini i Borås Tidning.
"Tålamod andas ett viktigt och stort engagemang men detta hade kunnat förmedlas på ett annat sätt än i skönlitterär dräkt" /Anna Remmets i Karavan.